# Л́
Cette page contient des caractères spéciaux ou non latins. S’ils s’affichent mal (▯, ?, etc.), consultez la page d’aide Unicode.
El accent aigu (majuscule : Л́, minuscule : л́) est une lettre de l’alphabet cyrillique utilisée dans l’écriture du selkoupe de la Ket moyenne.

## Représentations informatiques
L’el accent aigu peut être représenté avec les caractères Unicode suivants (cyrillique, diacritique), :
| formes    | représentations | chaînes de caractères | points de code | descriptions                                           |
| --------- | --------------- | --------------------- | -------------- | ------------------------------------------------------ |
| capitale  | Л́               | Л◌́                    | U+041B U+0301  | lettre majuscule cyrillique el diacritique accent aigu |
| minuscule | л́               | л◌́                    | U+043B U+0301  | lettre minuscule cyrillique el diacritique accent aigu |